# Sombras de magia
Sombras de magia es una trilogía de libros escrita por la autora de bestsellers estadounidense V.E. Schwab inscrita en el género de la fantasía urbana. El primer libro, Una magia más oscura, fue publicado por la editorial Tor Books en 2015. Los dos libros restantes corresponden a Concilio de Sombras y Conjuro de luz, por este orden.

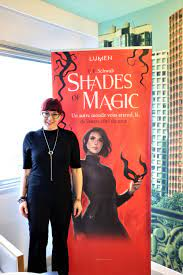
Victoria Schwab delante de un cartel promocional de Sombras de magia en su versión francesa.

En 2017 fue anunciado que se realizaría una película basada en la trilogía, que aún está en proceso de desarrollo.

## Sinopsis
V.E. Schwab nos presenta cuatro Londres, cada uno perteneciente a un mundo distinto. En primer lugar, el Londres Gris, gobernado por un rey loco, George III, y habitado por gente sin magia; en segundo, el Londres Rojo, dedicado a honrar la magia y la armonía; en tercer lugar, el Londres Blanco, donde la magia es tan escasa que la ciudad terminó en ruinas por tratar de imponerse sobre ella; y por último, el Londres Negro. Pero de este ya no se habla.
Kell, el protagonista, es un antari: uno de los pocos con el privilegio de poseer magia de sangre, lo que le permite viajar entre mundos. Así pues, ejerce como mensajero del rey del Londres Rojo, donde Kell ha crecido, para comunicarlo con los monarcas del Londres Gris y el Londres Blanco. Se le conoce como el viajero Rojo, y su función es la de embajador de Maresh, el reino del Londres Rojo, el puente que permite el paso de correspondencia de un mundo a otro.
Sin embargo, una vez realizados los trabajos de palacio, Kell se dedica al contrabando. Comercia con objetos de su mundo, vendiéndolos a los habitantes del Londres Gris. En uno de sus intercambios fuera de la legalidad, donde se enfrenta a un peligro mortal, es salvado por Delilah Bard, una ladrona que se aprovecha de Kell para cruzar al otro mundo en busca de aventuras.
Durante sus viajes, los protagonistas verán despertar a un enemigo poderoso y letal, portador de una magia antigua y desconocida a la cual deberán enfrentarse para salvar el mundo y, si es posible, sus vidas.

## Autora
V.E. Schwab (Victoria E. Schwab) es una escritora de Estados Unidos nacida el 7 de julio del año 1987. Cuenta con varios bestsellers, ha llegado varias veces el número 1 en The New York Times y el año 2018 recibió el galardón Goodreads Choice Award (Best Science Fiction).
En alguno de sus libros responde al pseudónimo de V.E. Schwab (Una obsesión perversa, Sombras de magia y algunos autoconclusivos), mientras a otros le corresponde la firma de Victoria Schwab (autoconclusivos, Los monstruos de Verity, El Archivo y Everyday Angel).
Sus obras han sido traducidas a más de veinticuatro lenguas. Además, algunos de sus libros están en proceso de contar con adaptaciones televisivas y cinematográficas. Así pues, la cadena de televisión CW está realizando una adaptación de The Archive, y Sony Pictures se encarga de la producción de una película de Shades of Magic.
Está considerada una de las principales autoras del panorama literario en Fantasía y Ciencia Ficción actualmente.

## Publicación
La publicación del primer libro de Sombras de magia fue a manos de la editorial Tor Books, el 24 de febrero de 2015. En cambio, Concilio de Sombras, el 23 de febrero de 2016. Por último, Conjuro de luz fue publicado por la misma editorial el 21 de febrero de 2017.

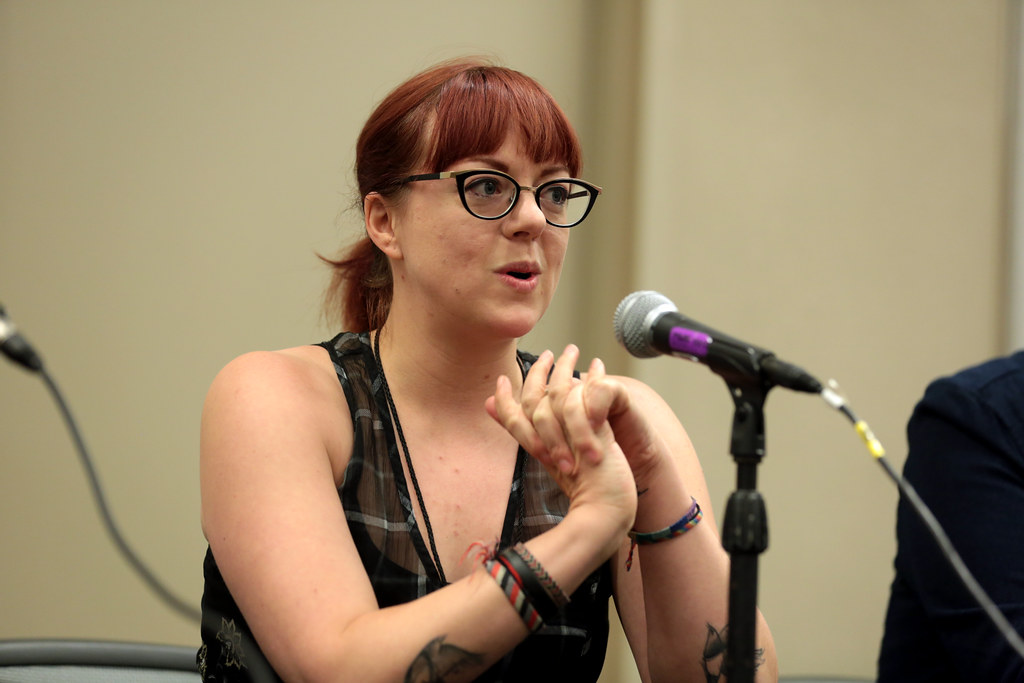
Victoria Schwab en Phoenix, 2018.

La saga cuenta con una versión en audiolibros. En inglés, Una sombra más oscura es narrada por Steven Crossley; y Concilio de Sombras y Conjuro de Luz, por Michael Kramer y Kate Reading.

## Adaptación cinematográfica
El 3 de febrero de 2016 fue anunciado que la productora de Gerard Butler G-BASE había adquirido los derechos de Sombras de magia para realizar una serie de televisión. Sin embargo, un año después, el 4 de febrero de 2017, se comunicó que en su lugar se realizaría una película.
En un principio, se encargó a Schwab la tarea de redactar el guion, pero terminó por oficializarse que tan solo trabajaría en la adaptación como productora. En el equipo productivo hallamos nombres como el de Allan Siegel, Danielle Robinson y Nielle Moritz.

## Precuela
Schwab ha realizado, como complemento de la trilogía Sombras de magia, una serie de novelas gráficas anterior al argumento de la principal. Está compuesta por tres libros: The Steel Prince, Night of Knives y Rebel Army. El primer libro, The Steel Prince, fue publicado el 10 de octubre del año 2018.
La historia funciona por separado a Sombras de magia, es decir, puede leerse sin sufrir por spoilers de la saga.

## Secuela
Es oficial que existirá una saga a continuación de Sombras de magia, llamada Threads of power, un spin-off que narrará las aventuras de Alucard y Rhy, personajes secundarios de Sombras de magia. La fecha de publicación aún no está confirmada, pero la autora está oficialmente trabajando en el proyecto, como ella misma comunicó por historias de Instagram. De hecho, el lanzamiento está planeado para octubre de 2023.
Threads of power también es conocida como El Arco de la Magia Roja. La historia se situará 7 años después del último libro de Sombras de Magia, Conjuro de Luz.
Hasta donde es conocido, todos los personajes supervivientes de Sombras de magia aparecerán en este nueva saga desempeñando roles de importancia, y contará con nueva representación LGBTQIA+. Además, la saga está planeada en tres libros distintos, y sabemos que el primero de ellos, cuyo nombre aún desconocemos, estará dividido en cuatro partes.

## Controversia
Para horror de Schwab, la edición rusa de sus libros fue editada de forma que suprimiera la trama queer del libro. Llegó a percatarse de ello gracias a un lector que poseía las dos versiones. Ante esto, Schwab canceló el contrato con el editor, como compartió en Twitter.
Esta supresión de la trama se debe a la colisión con la Ley de "propaganda gay" instaurada en Rusia en 2013.